# Albrecht von Stetten
Albrecht von Stetten (getauft 17. April 1736 in Augsburg; † 3. Dezember 1817 ebenda) war 1806 einer von zwei Bürgermeistern der Stadt Augsburg.

## Familie und Leben
Albrecht von Stetten war Mitglied der Patrizierfamilie Stetten, die schon im 17. und 18. Jahrhundert mehrere Stadtpfleger in Augsburg gestellt hatten und auch nach der Mediatisierung Augsburgs durch Bayern weiterhin politisch wirkten. Seine Eltern waren Paul von Stetten (* 8. November 1705; † 8. Februar 1786) und Maria Cordula (* 8. Februar 1708; † 21. Oktober 1774), geborene von Rad. Sein älterer Bruder war Paul von Stetten (1731–1808), der letzte Stadtpfleger der Stadt Augsburg.
Am 26. Januar 1761 heiratete er die Augsburger Patrizierin Christina Margaretha Barbara Münch (* 2. März 1742; † 30. November 1791). Sie hatten die gemeinsamen Kinder:
- Anna Maria Barbara von Stetten (* 8. November 1761; † 14. September 1830)
- David von Stetten (* 25. März 1764; † 23. März 1817)
- Philipp Albrecht von Stetten (* 1772; † 1778)

Im Jahr 1806 wurde Albrecht von Stetten nach der Mediatisierung der vormaligen Reichsstadt vom Kurfürstentum Bayern als einer von zwei Bürgermeistern eingesetzt. Sein Amtskollege war Johann Baptist Peter von Carl.

## Sonstiges
Albrechts Enkel Paul von Stetten (* 1790, † 1872) übernahm 1832, nachdem er dort als Prokurist tätig gewesen war, die Bank seines Onkels Friedrich von Halder und war als Bankier einer der größten Gewerbesteuerzahler.